# Нитевидный нанокристалл

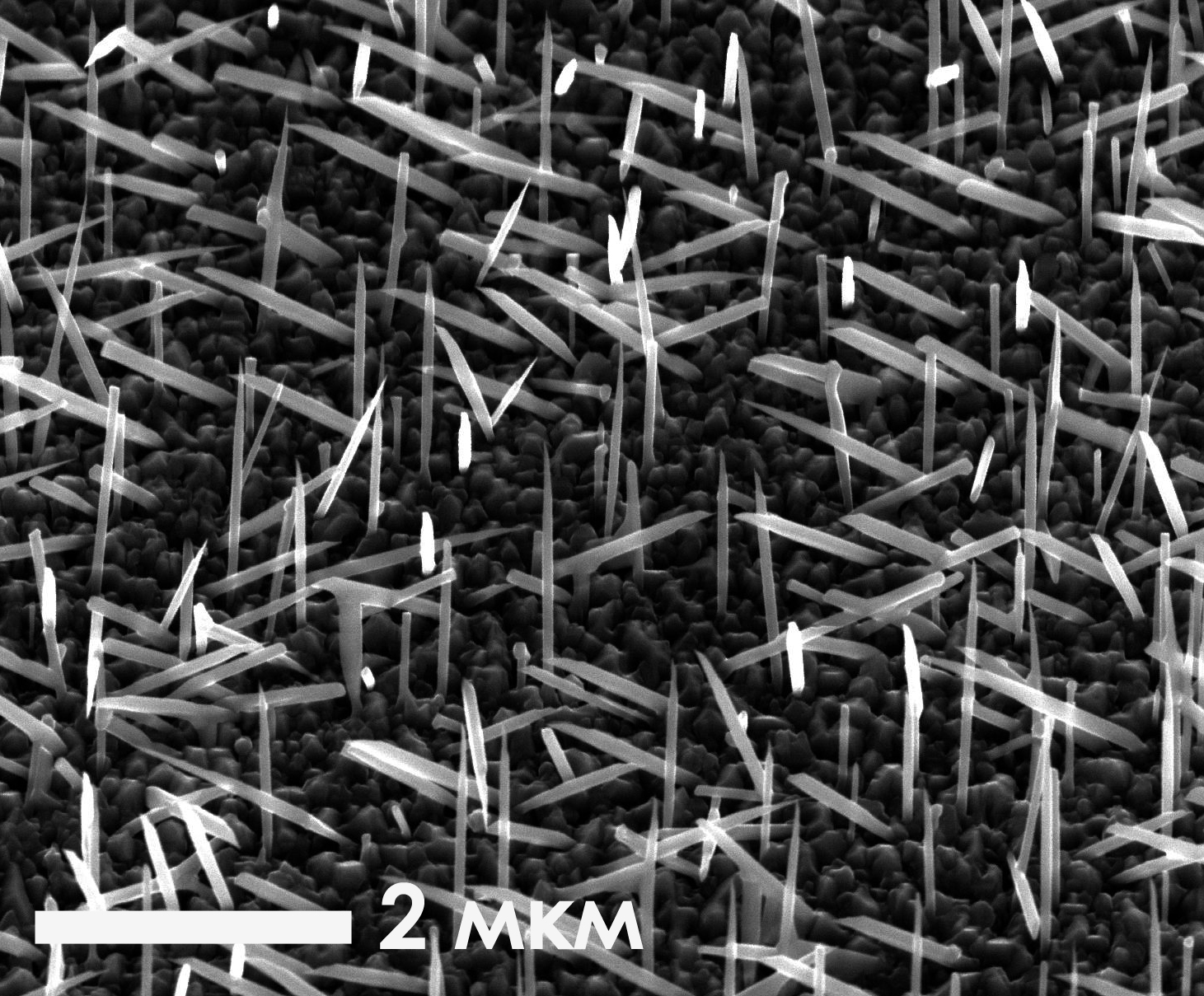
InP нановискеры, выращенные на Si подложке

Нитевидный нанокристалл (ННК), часто называемый также нановискер (от англ. nanowhisker) или нанонить, нанопроволока (от англ. nanowires), а также наностержень (англ. nanorod) — это одномерный наноматериал, длина которого значительно превосходит остальные измерения, которые, в свою очередь, не превышают нескольких десятков нанометров.
Существуют различные виды ННК, среди которых металлические (например Ni, Au и другие), полупроводниковые (например из Si, InP, GaN и другие), молекулярные (состоящие из молекулярных единиц органического либо неорганического происхождения) и другие.

## Терминология

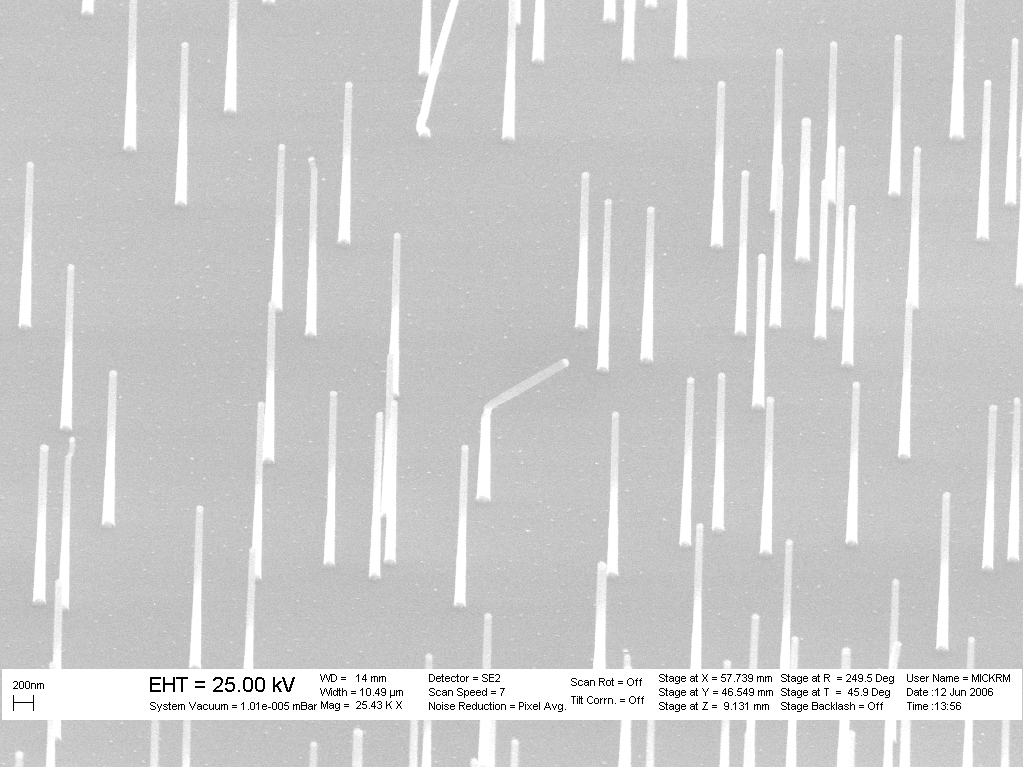
Массив ННК, выращенных с помощью механизма «пар — жидкость — кристалл» с использованием золотого катализатора

Формально говоря, существует некоторая разница между понятиями нановискеров и, например, нанопроволоки, так как в первом случае, обычно, имеются в виду относительно короткие кристаллические структуры с длиной в несколько микрометров, а в последнем подразумеваются чрезвычайно длинные наноструктуры, буквально напоминающие проволоку. В русскоязычной научной литературе, как правило, используется термин нитевидные нанокристаллы (ННК) или нановискеры. Словарь нанотехнологических терминов даёт различные описания понятиям нанонить и нановискер. Стоит отметить, что понятие наностержень существенно отличается от других понятий, т. к. подразумевает, что длина объекта превосходит его диаметр всего в несколько раз, а в научной литературе под наностержнем также часто подразумевается ННК диаметром, превышающим 100—200 нм. Иными словами, под наностержнем подразумевают нанообъекты, буквально напоминающие короткий стержень, под нанонитями — напоминающие длинные нити, а под нановискерами  — скорее, нечто среднее. Как бы то ни было, повсеместно можно встретить крайне неоднозначное использование всех этих терминов, под которыми могут подразумеваться как короткие, так и длинные одномерные наноструктуры. Таким образом, термины ННК и одномерная наноструктура являются в некотором роде наиболее общими.
Все эти термины не следует путать с понятием нанотрубки.

## Получение ННК
Существует несколько принципиально различных механизмов получения одномерных наноструктур, которые можно поделить на методы для получения свободных структур (например механизм роста «пар-жидкость-кристалл») и использующие методы планарной технологии, а также некоторые другие.

### Механизм роста «пар — жидкость — кристалл»
Наиболее распространённым механизмом роста полупроводниковых ННК является механизм «пар — жидкость — кристалл», который был продемонстрирован ещё в 1964 году. В данном методе осуществляется эпитаксиальный рост ННК методами химического осаждения из газовой фазы или молекулярно-пучковой эпитаксии. 
Для этого на поверхность подложки сначала осаждается тонкая плёнка золота, играющего роль катализатора, после чего в камере повышается температура, и золото образует массив капель. Далее подаются компоненты для роста полупроводникового материала, например элементы In и P для роста InP ННК. Эффект активации частицами катализатора заключается в том, что рост на поверхности под каплей происходит во много раз быстрее, чем на неактивированной поверхности, таким образом, капля катализатора поднимается над поверхностью, наращивая под собой нитевидный кристалл.

### Методы планарной технологии
Иногда, для создания одномерных нанообъектов, которые также называют ННК или нанонитями, используют методы планарной технологии. Например, на поверхности, методами фотолитографии и травления, создаются вертикальные пазы или V-образные канавки, в которые осаждается материал. Собираясь в данных пазах или канавках, материал образует как бы одномерные наноструктуры в вертикальном или горизонтальном направлениях соответственно. Другой метод получения одномерных наноструктур заключается в том, что на SOI подложке, методами фото и электронной литографии, создаётся масочный слой с рисунком желаемого ННК. Далее, через этот слой, поверхностный слой кремния стравливается, оставляя лишь ННК кремния на изоляторе. В некоторых случаях, изолятор также вытравливают из под ННК, оставляя свободные наноструктуры.

### Спонтанный рост
Самый простой метод для получения ННК оксида металла это обычный нагрев металлов на воздухе может быть легко сделать в домашних условиях. Механизмы роста известны с 1950-х годов. Спонтанное образование ННК происходит с помощью дефектов кристаллической решётки: дислокаций, присутствующих в определённых направлениях или анизотропии роста различных граней кристалла. После продвижения в микроскопии, продемонстрирован рост ННК при помощи винтовых дислокаций или границ двойников .

### Прочие методы
Кроме вышеизложенных методов, существуют также и такие методы получения ННК, как механизм "пар-кристалл-кристалл", рост кристаллов без использование внешнего катализатора (самокатализированный рост), селективная эпитаксия и некоторые другие методики.

## Гетероструктуры на ННК
ННК могут быть выращены как из одного материала, так и состоять из двух и более слоёв различных материалов, выращенных один на другом (например InAs/InP). В этом случае говорят о гетероструктуре на основе ННК. Для получения гетероструктур на основе ННК, в процессе эпитаксиального роста кристалла, в определённый момент прекращается подача элементов одного вещества, и начинается подача другого, так что слои нового материала формируются в матрице предыдущего. 
Различают два основных типа гетероструктур на основе ННК: осевые, когда тонкие слои различных материалов располагаются поперек оси роста кристалла, и радиальные, когда один материал окружает другой. По форме, среди гетероструктур на основе ННК, различают квантовые точки, осевые и радиальные квантовые ямы, квантовые стержни (удлинённые квантовые точки), сверхрешётки и другие структуры.

## Основные свойства ННК

Кристаллическая структура вюрцита

Кристаллическая структура сфалерита

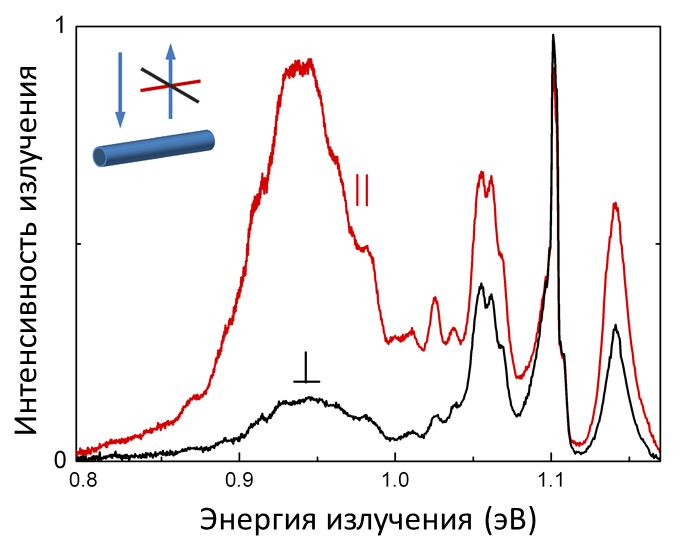
Спектры микро-фотолюминесценции InAs/InP нановискера, полученные при поляризаторе повёрнутом параллельно и перпендикулярно нановискеру.

ННК и гетероструктуры на их основе имеют целый ряд уникальных свойств, отличающих их от других нанообъектов и макроразмерных кристаллов. Ниже рассмотрены наиболее известные из них.

### Кристаллическая структура полупроводниковых ННК
Большинство полупроводниковых III-V кристаллов (например, GaAs, InAs, InP и другие), в нормальном состоянии имеет кристаллическую структуру цинковой обманки (сфалерита), тогда как лишь некоторые из них, например, нитридные соединения (GaN, AlN), имеют гексагональную структуру вюрцита. Особенностью кристаллической структуры ННК является тот факт, что она может иметь как форму цинковой обманки, так и вюрцита, в зависимости от условий роста кристаллов. Более того, один ННК нередко содержит различные зоны со структурами обоих типов. В этом случае, используя методы фотолюминесцентной спектроскопии, можно наблюдать так называемую рекомбинацию второго типа, когда носители заряда из одной зоны рекомбинируют с носителями из другой зоны, из-за чего излучение происходит с энергией меньше ширины запрещённой зоны. В целом свойства материалов с кристаллической структурой вюрцита достаточно сильно отличаются от свойств материала со структурой цинковой обманки, что наделяет полупроводниковые ННК рядом свойств, не характерных для данного материала в обычном состоянии. К примеру, материалы с кристаллической структурой вюрцита, как правило, имеют большие пьезоэлектрические константы, что обусловливает существование встроенных пьезоэлектрических полей в ННК гетероструктурах, что в случае гетероструктур на ННК может приводить к квантоворазмерному эффекту Штарка.

### Анизотропия поляризации излучения
Благодаря своей одномерной форме и особенностям кристаллической структуры ННК имеют нетривиальную анизотропию поляризации излучения. Исследования ННК методами микро-фотолюминесцентной спектроскопии показывают, что с одной стороны, с точки зрения классической оптики, излучение и поглощение на длинах волн, превышающих диаметр ННК, будет происходить в основном для волн, поляризованных параллельно главной оси ННК, т.к. волны, перпендикулярные ей, будут подавлены из-за разницы диэлектрических постоянных ННК и воздуха. С другой стороны, вычисление квантовых уровней в полупроводниках с кристаллической структурой вюрцита показывает, что излучение должно происходить перпендикулярно оси роста кристалла вюрцита, что и наблюдается экспериментально при сравнении излучения образцов ННК с кристаллическими структурами обоих типов. Кроме того, на поляризацию ННК и ННК гетероструктур может влиять и ряд других факторов. Таким образом, анизотропия поляризации в этих наноструктурах является комплексной проблемой.

### Релаксация упругих напряжений
В процессе эпитаксиального роста кристаллов на поверхности кристаллов другого материала, встаёт проблема механического напряжения, появляющегося из-за рассогласования постоянных кристаллических решёток этих материалов. Большие рассогласования приводят к появлению дислокаций несоответствия. Уникальным свойством гетероструктур на ННК является релаксация упругих напряжений на боковой поверхности ННК, что позволяет создавать бездефектные гетероструктуры с большим рассогласованием, чем в случае планарных структур. Возможное рассогласование постоянных рёшетки, в данном случаи, будет обратно пропорционально радиусу ННК. Как бы то ни было, остаточные напряжения могут приводить к пьезоэлектрическим эффектам в ННК с кристаллической структурой вюрцита.

## Потенциальные применения
ННК является относительно новым материалом, и на 2014 год не имеет промышленного применения. Как бы то ни было, было продемонстрировано множество потенциальных применений ННК в различных областях электроники и медицины. В частности, были предприняты многочисленные попытки продемонстрировать различные возможности использования ННК в области фотовольтаики, для создания солнечных элементов. Кроме этого, ННК могут найти применение в термоэлектрических и пьезоэлектрических устройствах. ННК могут быть использованы для создания различных электронных устройств, например p-n переходов и транзисторов. Было проведено множество работ, исследующих ННК в качестве активного элемента наносенсоров для экспресс-диагностики различных химических и биологических объектов, в частности вирусов. Оптические свойства ННК и гетероструктур на их основе могут быть использованы для различных светоизлучающих и детектирующих применений. В частности, на основе ННК были продемонстрированы возможности построения лазеров, источников излучения для передачи сигналов, фотодетекторов, светодиодов и других оптических приборов. В связи с этим был продемонстрирован квантовый выход гетороструктур на ННК, сравнимый со значениями для планарных аналогов.